# Háwikuh
Háwikuh est le nom d'une ancienne ville située dans la réserve indienne zuñi, dans l'État du Nouveau-Mexique, aux États-Unis. Cette ville était la plus grande du peuple zuñi. Fondée au XIIIe siècle, elle a été conquise par Francisco Vásquez de Coronado en 1540 et détruite en 1680, durant la grande révolte des peuples Pueblos.
Le site est déclaré National Historic Landmark en 1960.

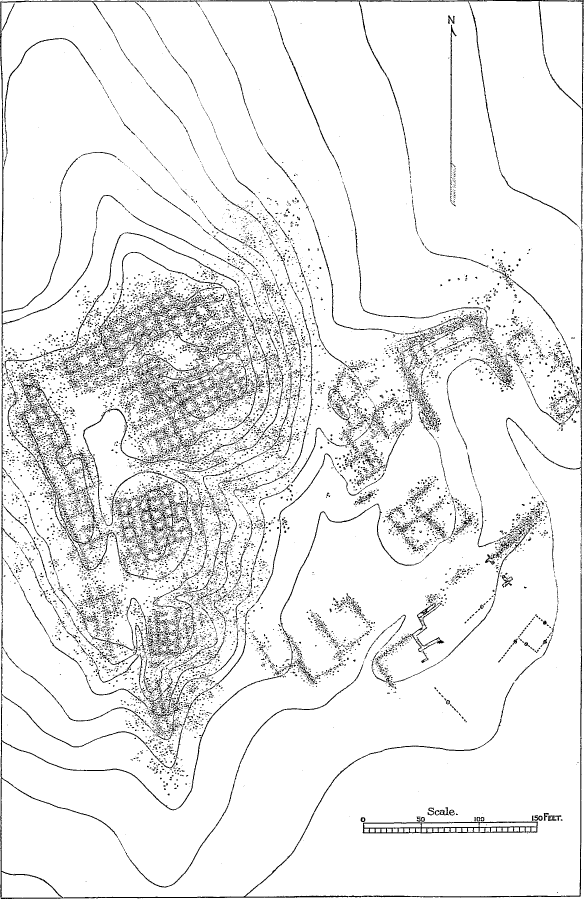
Plan des ruines d'Háwikuh.